# Sven Murmann
Sven Murmann (* 16. November 1967 in Kiel) ist ein deutscher Verleger und Inhaber des Murmann Verlags.

## Familie
Sven Murmann ist das jüngste von fünf Kindern des Unternehmers Klaus Murmann (1932–2014). Seine Schwester Ulrike Murmann ist Hauptpastorin von St. Katharinen in Hamburg und Pröpstin im Kirchenkreis Hamburg-Ost. Sein Onkel Dieter Murmann und sein Cousin Philipp Murmann sind ebenfalls Unternehmer und CDU-Politiker.
Murmann ist verheiratet und hat drei Kinder aus erster und einen Sohn aus zweiter Ehe.

## Ausbildung und beruflicher Werdegang
Murmann studierte Philosophie und Politische Wissenschaften an der Ludwig-Maximilians-Universität in München, an der Harvard University in Cambridge (Massachusetts) und an der Universität Zürich. Dabei arbeitete er von April 1994 bis August 1995 als wissenschaftlicher Mitarbeiter an der Münchner Universität, ging dann 1996/1997 zu einem Forschungsaufenthalt an das Department of Philosophy der Harvard-Universität und promovierte schließlich 1997 bei Georg Kohler an der Universität Zürich mit der Arbeit Demokratische Staatsbürgerschaft im Wandel: Über unsere Zugehörigkeit zum Politischen System in Zeiten pluraler gesellschaftlicher Mitgliedschaften zum Dr. phil.
Von Oktober 1997 bis Oktober 1999 arbeitete er als wissenschaftlicher Assistent an der Zürcher Universität und absolvierte im Anschluss daran vom Dezember 1999 bis Mai 2000 ein Praktikum bei IBM.
Im Februar 2000 holte ihn sein Vater nach der Fusion des Familienunternehmens Sauer mit dem dänischen Danfoss-Konzern zurück nach Kiel. Sven Murmann wurde Aufsichtsratsmitglied der Danfoss A/S sowie Geschäftsführer der Sauer Holding GmbH und der Tochtergesellschaft Management Systems GmbH. Von August 2000 bis August 2002 war er darüber hinaus Assistent der Geschäftsführung der HAKO Holding GmbH & Co. Seit 2002 hat Murmann einen Lehrauftrag innerhalb des Studium Generale an der Bucerius Law School in Hamburg.
2004 erwarb Murmann den Münchner Gerling Akademie Verlag, verlegte den Sitz nach Hamburg und änderte den Verlagsnamen in Murmann-Verlag GmbH, inzwischen Murmann Publishers GmbH. 2010 veräußerten die Familie Murmann und Sven Murmann ihre Anteile an Sauer-Danfoss und brachten die Vermögenswerte über die Sauer Finance Holding in die Vermögensverwaltungsgesellschaft Spudy & Co. Family Office GmbH ein, an der sie seit 2006 als Mehrheitsgesellschafter beteiligt sind. Nach der Fusion von Spudy & Co mit den Vermögensberatern Döttinger/Staudinger 2015 zur AURETAS Family Trust GmbH wirkte Murmann dort bis Dezember 2019 als Aufsichtsratsvorsitzender.
Nach der Aufgabe seiner Konzernämter 2010 konzentrierte sich Murmann auf seine verlegerische Tätigkeit und fungiert dort als geschäftsführender Gesellschafter. Im Januar 2012 erwarb Murmann den schleswig-holsteinischen Wachholtz Verlag in Neumünster und integrierte ihn in seine Medien- und Unternehmensgruppe Murmann Publishers. Zudem ist er Verleger der Zeitschrift Kursbuch sowie der kursbuch.edition, die in der Kursbuch Kulturstiftung gGmbH erscheinen.

## Ehrenämter
Von Ende 2005 bis Mitte 2021 war Murmann Vorsitzender des Stiftungsrates des Schleswig-Holstein Musik-Festivals. 2007 wurde er in den Aufsichtsrat der HamburgMusik gGmbH – Elbphilharmonie und Laeiszhalle Betriebsgesellschaft berufen; diese Gesellschaft firmiert seit 2017 als HamburgMusik gGmbH. Er ist stellvertretender Vorsitzender des Vorstandes der Stiftung der Deutschen Wirtschaft, stellvertretender Vorsitzender des Aufsichtsrates der Stiftung der Deutschen Wirtschaft gGmbH und Vorsitzender des Kuratoriums der Stiftung Studienförderwerk Klaus Murmann. Weiterhin gehört er dem Vorstand des Landeskuratoriums Hamburg/Schleswig-Holstein des Stifterverbandes an.